# U 435 (Kriegsmarine)
De U 435 was een type VIIC U-boot van de Duitse Kriegsmarine tijdens de Tweede Wereldoorlog. Hij stond onder bevel van kapitein-luitenant-ter-zee Siegfried Strelow. Hij was mede van de partij tijdens de grootscheepse aanval op konvooi HX-229 op 16 en 17 maart 1943.

## Geschiedenis
Op 16 maart viel commandant Siegfried Strelow met de U 435 het HX-229-konvooi aan bakboordzijde aan. Hij torpedeerde het vrachtschip William Eustis, maar slaagde er niet in het tot zinken te brengen. Strelow trok zich terug om zijn boegtorpedo's te herladen. 
Op 17 maart, omstreeks 02:30 lanceerde hij vier torpedo's - twee FAT's en twee E-torpedo's met magnetische ontsteking. Geruime tijd later hoorde Strelow vier explosies waarvan hij dacht dat het vier voltreffers waren.
Maar die explosies kwamen van de U 91, die aan de tegenovergestelde kant van het konvooi opereerde en twee torpedo's had gelanceerd op het voorste schip aan stuurboordzijde van het konvooi, het Amerikaanse vrachtschip Harry Luckenbach. Strelows andere twee explosies waren of detonaties van torpedo's aan het eind van hun baan of explosies van dieptebommen op de andere onderzeeërs.

## Ondergang
De U 435 ging ten onder op 9 juli 1943 ten westen van Figueira, Portugal, in positie 39° 48′ 0″ NB, 14° 22′ 0″ WL door dieptebommen van een Britse Vickers Wellington-bommenwerper (Squadron 179). 